# FA Cup 1957-1958
La FA Cup 1957-1958 fu la 77ª edizione della più antica competizione ad eliminazione diretta del mondo, la coppa nazionale inglese conosciuta come FA Cup. Il Bolton Wanderers vinse per la quarta volta la competizione.

## Calendario
| Turno                           | Data                     |
| ------------------------------- | ------------------------ |
| Turno preliminare               | sabato 7 settembre 1957  |
| Primo turno di qualificazione   | sabato 21 settembre 1957 |
| Secondo turno di qualificazione | sabato 5 ottobre 1957    |
| Terzo turno di qualificazione   | sabato 19 ottobre 1957   |
| Quarto turno di qualificazione  | sabato 2 novembre 1957   |
| Primo turno                     | sabato 16 novembre 1957  |
| Secondo turno                   | sabato 7 dicembre 1957   |
| Terzo turno                     | sabato 4 gennaio 1958    |
| Quarto turno                    | sabato 25 gennaio 1958   |
| Quinto turno                    | sabato 15 febbraio 1958  |
| Sesto turno                     | sabato 1º marzo 1958     |
| Semifinali                      | sabato 22 marzo 1958     |
| Finale                          | sabato 3 maggio 1958     |

## Primo turno
| N°          | Casa                   | Punteggio | Trasferta            | Date             |
| ----------- | ---------------------- | --------- | -------------------- | ---------------- |
| 1           | Chester                | 4-3       | Gateshead            | 16 novembre 1957 |
| 2           | Clapton                | 1-1       | Queens Park Rangers  | 16 novembre 1957 |
| Ripetizione | Queens Park Rangers    | 3-1       | Clapton              | 18 novembre 1957 |
| 3           | Bath City              | 2-1       | Exeter City          | 16 novembre 1957 |
| 4           | Dorchester Town        | 3-2       | Wycombe Wanderers    | 16 novembre 1957 |
| 5           | Rochdale               | 0-2       | Darlington           | 16 novembre 1957 |
| 6           | Reading                | 1-0       | Swindon Town         | 16 novembre 1957 |
| 7           | Wisbech Town           | 1-0       | Colchester United    | 16 novembre 1957 |
| 8           | Gillingham             | 10-1      | Gorleston            | 16 novembre 1957 |
| 9           | Wrexham                | 0-1       | Accrington Stanley   | 16 novembre 1957 |
| 10          | Bishop Auckland        | 0-0       | Bury                 | 16 novembre 1957 |
| Ripetizione | Bury                   | 4-1       | Bishop Auckland      | 19 novembre 1957 |
| 11          | Tranmere Rovers        | 2-1       | Witton Albion        | 16 novembre 1957 |
| 12          | Stockport County       | 2-1       | Barrow               | 16 novembre 1957 |
| 13          | Trowbridge Town        | 0-2       | Southend United      | 16 novembre 1957 |
| 14          | Northampton Town       | 3-0       | Newport County       | 16 novembre 1957 |
| 15          | Coventry City          | 1-0       | Walthamstow Avenue   | 16 novembre 1957 |
| 16          | Brighton & Hove Albion | 2-1       | Walsall              | 16 novembre 1957 |
| 17          | Norwich City           | 6-1       | Redhill              | 16 novembre 1957 |
| 18          | Plymouth Argyle        | 6-2       | Watford              | 16 novembre 1957 |
| 19          | Bradford City          | 6-0       | Scarborough          | 16 novembre 1957 |
| 20          | Millwall               | 1-0       | Brentford            | 16 novembre 1957 |
| 21          | Hull City              | 2-1       | Crewe Alexandra      | 16 novembre 1957 |
| 22          | Carlisle United        | 5-1       | Rhyl                 | 16 novembre 1957 |
| 23          | Oldham Athletic        | 2-0       | Bradford Park Avenue | 16 novembre 1957 |
| 24          | Hartlepools United     | 5-0       | Prescot Cables       | 16 novembre 1957 |
| 25          | Scunthorpe United      | 2-1       | Goole Town           | 16 novembre 1957 |
| 26          | Mansfield Town         | 2-0       | Halifax Town         | 16 novembre 1957 |
| 27          | Port Vale              | 2-1       | Shrewsbury Town      | 16 novembre 1957 |
| 28          | Margate                | 2-3       | Crystal Palace       | 16 novembre 1957 |
| 29          | Durham City            | 3-1       | Spalding United      | 16 novembre 1957 |
| 30          | Southport              | 1-2       | Wigan Athletic       | 16 novembre 1957 |
| 31          | Oswestry Town          | 1-5       | Bournemouth          | 16 novembre 1957 |
| 32          | Workington             | 8-1       | Crook Town           | 16 novembre 1957 |
| 33          | York City              | 1-0       | Chesterfield         | 16 novembre 1957 |
| 34          | Aldershot              | 0-0       | Worcester City       | 16 novembre 1957 |
| Ripetizione | Worcester City         | 2-2       | Aldershot            | 21 novembre 1957 |
| Ripetizione | Aldershot              | 3-2       | Worcester City       | 25 novembre 1957 |
| 35          | Guildford City         | 2-2       | Yeovil Town          | 16 novembre 1957 |
| Ripetizione | Yeovil Town            | 1-0       | Guildford City       | 21 novembre 1957 |
| 36          | Newport (IOW)          | 0-3       | Hereford United      | 16 novembre 1957 |
| 37          | Boston United          | 5-2       | Billingham Synthonia | 16 novembre 1957 |
| 38          | Peterborough United    | 3-3       | Torquay United       | 16 novembre 1957 |
| Ripetizione | Torquay United         | 1-0       | Peterborough United  | 20 novembre 1957 |
| 39          | South Shields          | 3-2       | Frickley Colliery    | 16 novembre 1957 |
| 40          | Walton & Hersham       | 1-6       | Southampton          | 16 novembre 1957 |

## Secondo turno
| N°          | Casa                   | Punteggio | Trasferta              | Date             |
| ----------- | ---------------------- | --------- | ---------------------- | ---------------- |
| 1           | Chester                | 3-3       | Bradford City          | 7 dicembre 1957  |
| Ripetizione | Bradford City          | 3-1       | Chester                | 11 dicembre 1957 |
| 2           | Darlington             | 5-3       | Boston United          | 7 dicembre 1957  |
| 3           | Yeovil Town            | 2-0       | Bath City              | 7 dicembre 1957  |
| 4           | Reading                | 2-1       | Wisbech Town           | 7 dicembre 1957  |
| 5           | Stockport County       | 2-1       | Hartlepools United     | 7 dicembre 1957  |
| 6           | Northampton Town       | 4-1       | Bournemouth            | 7 dicembre 1957  |
| 7           | Norwich City           | 1-1       | Brighton & Hove Albion | 7 dicembre 1957  |
| Ripetizione | Brighton & Hove Albion | 1-2       | Norwich City           | 11 dicembre 1957 |
| 8           | Plymouth Argyle        | 5-2       | Dorchester Town        | 7 dicembre 1957  |
| 9           | Millwall               | 1-1       | Gillingham             | 7 dicembre 1957  |
| Ripetizione | Gillingham             | 6-1       | Millwall               | 11 dicembre 1957 |
| 10          | Carlisle United        | 1-1       | Accrington Stanley     | 7 dicembre 1957  |
| Ripetizione | Accrington Stanley     | 3-2       | Carlisle United        | 11 dicembre 1957 |
| 11          | Oldham Athletic        | 1-5       | Workington             | 7 dicembre 1957  |
| 12          | Crystal Palace         | 1-0       | Southampton            | 7 dicembre 1957  |
| 13          | Scunthorpe United      | 2-0       | Bury                   | 7 dicembre 1957  |
| 14          | Port Vale              | 2-2       | Hull City              | 7 dicembre 1957  |
| Ripetizione | Hull City              | 4-3       | Port Vale              | 9 dicembre 1957  |
| 15          | Durham City            | 0-3       | Tranmere Rovers        | 7 dicembre 1957  |
| 16          | Torquay United         | 1-1       | Southend United        | 7 dicembre 1957  |
| Ripetizione | Southend United        | 2-1       | Torquay United         | 11 dicembre 1957 |
| 17          | Hereford United        | 6-1       | Queens Park Rangers    | 7 dicembre 1957  |
| 18          | Aldershot              | 4-1       | Coventry City          | 7 dicembre 1957  |
| 19          | Wigan Athletic         | 1-1       | Mansfield Town         | 7 dicembre 1957  |
| Ripetizione | Mansfield Town         | 3-1       | Wigan Athletic         | 11 dicembre 1957 |
| 20          | South Shields          | 1-3       | York City              | 7 dicembre 1957  |

## Terzo turno
| N°          | Casa                 | Punteggio | Trasferta               | Date            |
| ----------- | -------------------- | --------- | ----------------------- | --------------- |
| 1           | Burnley              | 4-2       | Swansea Town            | 4 gennaio 1958  |
| 2           | Liverpool            | 1-1       | Southend United         | 4 gennaio 1958  |
| Ripetizione | Southend United      | 2-3       | Liverpool               | 8 gennaio 1958  |
| 3           | Preston North End    | 0-3       | Bolton Wanderers        | 4 gennaio 1958  |
| 4           | Notts County         | 2-0       | Tranmere Rovers         | 4 gennaio 1958  |
| 5           | Nottingham Forest    | 2-0       | Gillingham              | 4 gennaio 1958  |
| 6           | Middlesbrough        | 5-0       | Derby County            | 4 gennaio 1958  |
| 7           | West Bromwich Albion | 5-1       | Manchester City         | 4 gennaio 1958  |
| 8           | Sunderland           | 2-2       | Everton                 | 4 gennaio 1958  |
| Ripetizione | Everton              | 3-1       | Sunderland              | 8 gennaio 1958  |
| 9           | Lincoln City         | 0-1       | Wolverhampton Wanderers | 4 gennaio 1958  |
| 10          | Doncaster Rovers     | 0-2       | Chelsea                 | 4 gennaio 1958  |
| 11          | Sheffield United     | 5-1       | Grimsby Town            | 4 gennaio 1958  |
| 12          | Stockport County     | 3-0       | Luton Town              | 4 gennaio 1958  |
| 13          | Tottenham Hotspur    | 4-0       | Leicester City          | 4 gennaio 1958  |
| 14          | Fulham               | 4-0       | Yeovil Town             | 4 gennaio 1958  |
| 15          | Accrington Stanley   | 2-2       | Bristol City            | 4 gennaio 1958  |
| Ripetizione | Bristol City         | 3-1       | Accrington Stanley      | 7 gennaio 1958  |
| 16          | Bristol Rovers       | 5-0       | Mansfield Town          | 4 gennaio 1958  |
| 17          | Northampton Town     | 3-1       | Arsenal                 | 4 gennaio 1958  |
| 18          | Portsmouth           | 5-1       | Aldershot               | 4 gennaio 1958  |
| 19          | West Ham United      | 5-1       | Blackpool               | 4 gennaio 1958  |
| 20          | Norwich City         | 1-2       | Darlington              | 4 gennaio 1958  |
| 21          | Plymouth Argyle      | 1-6       | Newcastle United        | 4 gennaio 1958  |
| 22          | Hull City            | 1-1       | Barnsley                | 4 gennaio 1958  |
| Ripetizione | Barnsley             | 0-2       | Hull City               | 8 gennaio 1958  |
| 23          | Crystal Palace       | 0-1       | Ipswich Town            | 4 gennaio 1958  |
| 24          | Scunthorpe United    | 1-0       | Bradford City           | 4 gennaio 1958  |
| 25          | Huddersfield Town    | 2-2       | Charlton Athletic       | 4 gennaio 1958  |
| Ripetizione | Charlton Athletic    | 1-0       | Huddersfield Town       | 8 gennaio 1958  |
| 26          | Leeds United         | 1-2       | Cardiff City            | 4 gennaio 1958  |
| 27          | Workington           | 1-3       | Manchester United       | 4 gennaio 1958  |
| 28          | York City            | 3-0       | Birmingham City         | 8 gennaio 1958  |
| 29          | Hereford United      | 0-3       | Sheffield Wednesday     | 4 gennaio 1958  |
| 30          | Stoke City           | 1-1       | Aston Villa             | 4 gennaio 1958  |
| Ripetizione | Aston Villa          | 3-3       | Stoke City              | 8 gennaio 1958  |
| Ripetizione | Stoke City           | 2-0       | Aston Villa             | 13 gennaio 1958 |
| 31          | Rotherham United     | 1-4       | Blackburn               | 4 gennaio 1958  |
| 32          | Leyton Orient        | 1-0       | Reading                 | 4 gennaio 1958  |

## Quarto turno
| N°          | Casa                    | Punteggio | Trasferta            | Date            |
| ----------- | ----------------------- | --------- | -------------------- | --------------- |
| 1           | Liverpool               | 3-1       | Northampton Town     | 25 gennaio 1958 |
| 2           | Notts County            | 1-2       | Bristol City         | 25 gennaio 1958 |
| 3           | Sheffield Wednesday     | 4-3       | Hull City            | 29 gennaio 1958 |
| 4           | Wolverhampton Wanderers | 5-1       | Portsmouth           | 25 gennaio 1958 |
| 5           | West Bromwich Albion    | 3-3       | Nottingham Forest    | 25 gennaio 1958 |
| Ripetizione | Nottingham Forest       | 1-5       | West Bromwich Albion | 29 gennaio 1958 |
| 6           | Everton                 | 1-2       | Blackburn            | 29 gennaio 1958 |
| 7           | Newcastle United        | 1-3       | Scunthorpe United    | 25 gennaio 1958 |
| 8           | Tottenham Hotspur       | 0-3       | Sheffield United     | 25 gennaio 1958 |
| 9           | Fulham                  | 1-1       | Charlton Athletic    | 25 gennaio 1958 |
| Ripetizione | Charlton Athletic       | 0-2       | Fulham               | 29 gennaio 1958 |
| 10          | Bristol Rovers          | 2-2       | Burnley              | 25 gennaio 1958 |
| Replay      | Burnley                 | 2-3       | Bristol Rovers       | 28 gennaio 1958 |
| 11          | West Ham United         | 3-2       | Stockport County     | 25 gennaio 1958 |
| 12          | Manchester United       | 2-0       | Ipswich Town         | 25 gennaio 1958 |
| 13          | Chelsea                 | 3-3       | Darlington           | 25 gennaio 1958 |
| Ripetizione | Darlington              | 4-1       | Chelsea              | 29 gennaio 1958 |
| 14          | Cardiff City            | 4-1       | Leyton Orient        | 25 gennaio 1958 |
| 15          | York City               | 0-0       | Bolton Wanderers     | 25 gennaio 1958 |
| Ripetizione | Bolton Wanderers        | 3-0       | York City            | 29 gennaio 1958 |
| 16          | Stoke City              | 3-1       | Middlesbrough        | 25 gennaio 1958 |

## Quinto turno
| N°          | Casa                    | Punteggio | Trasferta            | Date             |
| ----------- | ----------------------- | --------- | -------------------- | ---------------- |
| 1           | Bristol City            | 3-4       | Bristol Rovers       | 15 febbraio 1958 |
| 2           | Bolton Wanderers        | 3-1       | Stoke City           | 15 febbraio 1958 |
| 3           | Wolverhampton Wanderers | 6-1       | Darlington           | 15 febbraio 1958 |
| 4           | Sheffield United        | 1-1       | West Bromwich Albion | 15 febbraio 1958 |
| Ripetizione | West Bromwich Albion    | 4-1       | Sheffield United     | 19 febbraio 1958 |
| 5           | West Ham United         | 2-3       | Fulham               | 15 febbraio 1958 |
| 6           | Manchester United       | 3-0       | Sheffield Wednesday  | 19 febbraio 1958 |
| 7           | Scunthorpe United       | 0-1       | Liverpool            | 15 febbraio 1958 |
| 8           | Cardiff City            | 0-0       | Blackburn            | 15 febbraio 1958 |
| Ripetizione | Blackburn               | 2-1       | Cardiff City         | 20 febbraio 1958 |

## Sesto turno
| N°          | Casa                 | Punteggio | Trasferta               | Date          |
| ----------- | -------------------- | --------- | ----------------------- | ------------- |
| 1           | Blackburn            | 2-1       | Liverpool               | 1º marzo 1958 |
| 2           | Bolton Wanderers     | 2-1       | Wolverhampton Wanderers | 1º marzo 1958 |
| 3           | West Bromwich Albion | 2-2       | Manchester United       | 1º marzo 1958 |
| Ripetizione | Manchester United    | 1-0       | West Bromwich Albion    | 5 marzo 1958  |
| 4           | Fulham               | 3-1       | Bristol Rovers          | 1º marzo 1958 |

## Semifinali
| Manchester 22 marzo 1958, ore 15:00 | Bolton Wanderers | 2 – 1 | Blackburn | Maine Road |

| Birmingham 22 marzo 1958, ore 15:00 | Manchester United | 2 – 2 | Fulham | Villa Park |

Ripetizione
| Londra 26 marzo 1958, ore 19:45 | Fulham | 3 – 5 | Manchester United | Highbury |

## Finale
| Arbitro: | J. Sherlock |

|                  |           |  |
| Lofthouse 3’ 55’ | Marcatori |  |

| Bolton Wanderers | Manchester United |